# Maui (Disney)
Maui es un personaje ficticio que aparece en la película de animación Moana, de 2016, de Walt Disney Animation Studios. Fue creado por los directores Ron Clements y John Musker y le pone voz el actor estadounidense Dwayne Johnson. Maui está vagamente basado en la figura mitológica Māui de la mitología polinesia. Se le caracteriza como semidiós, embaucador y metamorfo y se le distingue por su voluminoso cuerpo tatuado, su espesa melena y un anzuelo mágico que le permite transformarse en varias criaturas. Los tatuajes de Maui relatan sus hazañas y muestran una versión animada en miniatura de sí mismo que se burla de su ego exagerado. El personaje regresó en la secuela Moana 2, estrenada en 2024. Johnson también interpretará a Maui en el remake de acción real de Moana, cuyo estreno está previsto para 2026.
En Moana, la protagonista Moana (Auliʻi Cravalho) zarpa en busca de Maui para salvar su isla de un desastre ecológico. Lo convence de que la acompañe en su viaje para recuperar su anzuelo mágico y devolverle la piedra del corazón que robó a la diosa Te Fiti. El concepto de la historia se inspiró en varios mitos sobre Māui de toda la Polinesia, que Clements y Musker incorporaron para crear un personaje original.
La versión de Disney de la figura mitológica se ha enfrentado a las críticas de destacados polinesios por insensibilidades culturales, pero ha sido recibida positivamente por la crítica, que ha alabado el encanto y el carisma de la interpretación de Johnson, incluso por su voz en la canción "De nada" ("You're Welcome"), escrita por el compositor estadounidense Lin-Manuel Miranda. Johnson también ha recibido varias nominaciones a premios y ha ganado un Teen Choice Awards por poner voz al personaje.

## Concepto y creación

### Concepto y elaboración de la historia
En 2011, el director John Musker comenzó a leer sobre la mitología polinesia y decidió que Māui era un foco ideal para una historia animada.Ron Clements dijo que Māui fue la inspiración para la película, siendo un semidiós mítico y una figura más grande que la vida que se encuentra en muchas culturas del Pacífico Sur en diferentes variaciones y por lo tanto parecía el personaje focal perfecto. El concepto inicial de la historia se basaba en un mito e implicaba a un personaje femenino secundario que solicitaba la ayuda de Maui para salvar a su amante secuestrado. Musker y Clements escribieron y presentaron el concepto de la historia al jefe de animación de Disney, John Lasseter, quien les pidió que investigaran en la Polinesia para que el proyecto avanzara.
Aunque Musker y Clements pensaron originalmente en Maui como protagonista de la película, se inspiraron en las "hermosas y poderosas mujeres de la Polinesia" y decidieron centrar la historia en la hija de un jefe. Influenciados por sus viajes de investigación a Fiyi, Tahití y Samoa, idearon un nuevo concepto de historia que se centraba en la tradición polinesia de la navegación, en particular en un periodo de 1.000 años en el que el pueblo no navegó y la convirtieron en una historia de madurez de una adolescente. Imaginaron una historia similar a True Grit, en la que "una joven decidida se alía con un embaucador sin suerte". Durante el desarrollo del personaje, Musker y Clements leyeron mitos sobre Maui y sus diversas representaciones, que a veces lo retratan como un personaje heroico y otras como un embaucador. Querían crear un personaje imperfecto pero simpático. La historia evolucionó durante el proceso de desarrollo, abandonando algunas ideas como que Moana era fan de Maui. El borrador inicial del guion fue escrito por Taika Waititi, que había sido contratado porque Musker y Clements querían que lo escribiera alguien de la cultura polinesia. El borrador se escribió a lo largo de varios meses, tras los cuales Waititi regresó a Nueva Zelanda para dirigir Lo que hacemos en las sombras (What We Do in the Shadows) . Más tarde bromeó diciendo que poco de su guion original quedó en la película final. Aaron y Jordan Kandell fueron dos de los cinco guionistas del proyecto y desarrollaron varios aspectos de la historia, incluida la relación entre Maui y Moana. Jared Bush y Pamela Ribon también trabajaron en la producción del guion. Bush declaró que, durante el proceso, el equipo de guionistas hizo todo lo posible por evitar los clichés, pero que tuvieron que desmontar el guion varias veces y empezar de nuevo.
La canción de Maui "De nada" iba a ser cantada originalmente por Moana al conocer a Maui. Musker explicó que, en un primer borrador, Moana idolatraba a Maui, así que cantó una canción para motivarle a la acción recordándole sus muchas y grandes hazañas. La canción se trasladó después a Maui, una vez concebida su personalidad egoísta. El final de Moana pasó por muchas revisiones antes de llegar a la versión definitiva. En un final anterior, Moana y Maui formaban equipo para luchar contra el monstruo de lava Te Ka, siendo Maui principalmente el personaje que la derrotaba. Bush dijo que esto se cambió porque Moana necesitaba ser la estrella del acto final: "Queríamos quitar de en medio a Maui para ese momento".

### Diseño de personajes
Musker y Clements empezaron a hacer viajes a la Polinesia en 2011. Esto llevó a la creación de un grupo llamado Oceanic Trust, formado por asesores culturales de varias islas, como Samoa, Tahití, Moorea y Fiyi. El grupo proporcionó información detallada en todos los niveles del desarrollo de la película y dio forma al diseño final de Maui. Las primeras ilustraciones de los personajes mostraban a Maui con una estatura más baja y la cabeza calva, pero se abandonaron tras los comentarios del grupo, que dio como resultado una figura más ancha y un cabello espeso y suelto. Al ver el boceto original, el tahitiano Hinano Murphy aconsejó que era importante que Maui tuviera pelo porque era su mana, su poder como semidiós. En un principio, se consideró que la cabellera de Maui suponía un reto técnico, pero se abandonó el diseño calvo. El director artístico del personaje, Bill Schwab, quería impulsar su diseño creativamente para hacerlo "gracioso y poderoso a la vez", al tiempo que equilibraba las proporciones contrastadas de los tamaños de Maui y Moana. Para garantizar la autenticidad del diseño de Maui, los diseñadores investigaron los diseños polinesios, incluidos los materiales, patrones y tintes utilizados en la ropa y los diseños de tatuajes. Los tatuajes de Maui se crearon tras un minucioso estudio de los tatuajes de los jefes samoanos. Clements afirmó que los tatuajes relatan la vida de Maui representando sus grandes hazañas y victorias. Cuando Sue Nichols, artista de desarrollo, dibujó los tatuajes de Maui, Musker y Clements pensaron que era una gran idea explotar la animación dotando a Maui de tatuajes animados. Visualizaron a Maui como un semidiós con proporciones de superhéroe capaz de sacar islas del mar y luchar contra monstruos, así que lo diseñaron como una caricatura fuerte y más grande que la vida: "un tipo grande y macizo como un hombre-montaña". Su anzuelo mágico estaba inscrito con todo lujo de detalles para dar la impresión de que relataba sus hazañas desde hacía miles de años.

### Animación
El animador Eric Goldberg, que anteriormente trabajó en Aladdín y Hércules, dirigió la animación de Moana. La animación bidimensional dibujada a mano se integró en la animación 3D para representar los logros pasados de Maui en los tatuajes que cubren su cuerpo. Una versión animada en miniatura del tatuaje de Maui dio vida a la conciencia del personaje. La figura en miniatura del tatuaje de Maui fue creada por Goldberg haciendo bocetos a mano sobre papel al estilo tradicional de los tatuajes polinesios. La animación en 2D y la animación en 3D se crearon por separado antes de integrarse. Musker explicó que la sensibilidad de Mini Maui surgió durante el proceso creativo como una figura que podía burlarse de la personalidad egoísta de Maui. Le parecía importante que se expresaran las emociones del personaje a pesar de ser un personaje gráfico. El proceso de combinar el Mini Maui animado a mano y el Maui animado en 3D resultó difícil, pero se resolvió superponiendo los dibujos del Mini Maui al Maui generado por ordenador para garantizar que interactuaban correctamente.

### Voz

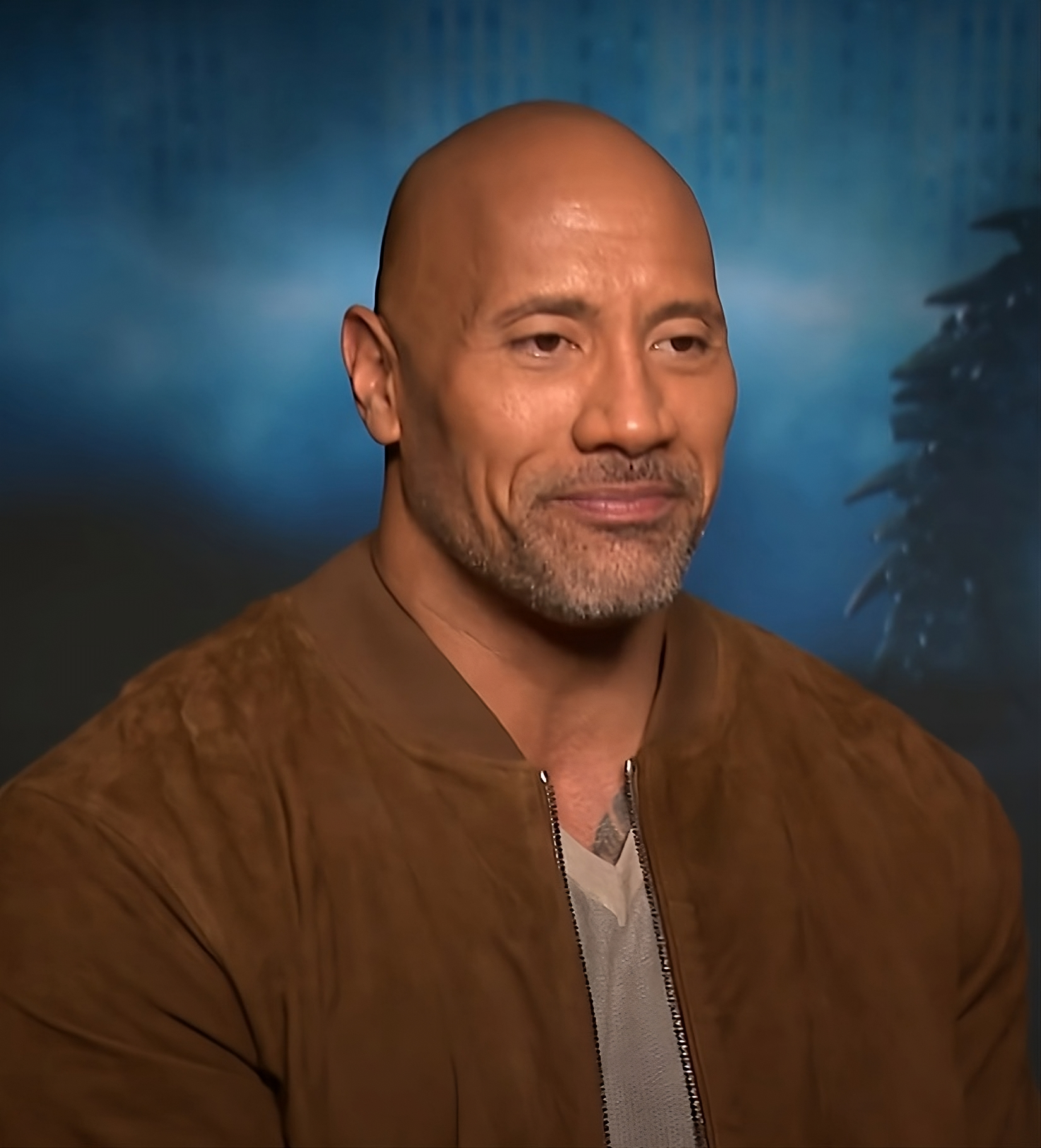
Dwayne Johnson pone voz a Maui en la versión inglesa de Moana y será él quien represente físicamente al personaje en el remake de acción real.

El 2 de diciembre de 2014, se anunció que Dwayne Johnson estaba en conversaciones para poner voz a Maui, y se mostró entusiasmado con el reparto Musker dijo que, aunque el personaje de Maui se concibió antes de considerar a Johnson en el papel, fue sugerido al principio del proceso por un contacto en su primer viaje de investigación. Él y Clements eran conscientes de la conexión de Johnson con la Polinesia y pensaban que físicamente se parecía a un semidiós, por lo que no se hicieron audiciones a otros actores para el papel. Jared Bush empezó a introducir la personalidad de Johnson en el personaje, transformando a Maui en un personaje más simpático que las versiones anteriores, más negativas. Lin-Manuel Miranda pensó que sería difícil que la canción de Maui "De nada" fuera un éxito sin la "simpatía instantánea" de Johnson. Cuando se preparaba para escribir la canción de Maui, Miranda dijo que vio vídeos de YouTube de la carrera anterior de Johnson en la WWE (World Wrestling Entertainment; Lucha Libre Mundial) para escribir según su registro vocal. Interpretar la canción de Maui sacó a Johnson de su zona de confort. Recurrió a Miranda para que le enseñara la voz a través de sesiones de 20 minutos por Skype hasta que se sintió cómodo con sus habilidades vocales. Miranda le envió una grabación de la canción para que Johnson pudiera interpretarla repetidamente y le animó a añadir su propia personalidad a la interpretación. Según Johnson, Maui se basó en su abuelo, Peter Maivia, un luchador y alto jefe samoano que tenía tatuajes por todo el cuerpo. Siendo de ascendencia polinesia, Johnson dijo que la película era una oportunidad para mostrar la cultura polinesia en el cine. Su personalidad se infundió en la animación de Maui grabando sus expresiones faciales en cámara mientras ponía voz al personaje.

## Representación de Maui
El personaje de Disney se basa en el semidiós polinesio Māui, un personaje mítico cuya historia varía según las islas del Pacífico. Aunque el Maui de Disney se presenta como huérfano, esto difiere de las historias polinesias tradicionales en las que Māui tiene cuatro hermanos. Los "Mitos de Māui", que narran las historias de los nativos maoríes de la Bahía de Tolaga, en la Isla Norte de Nueva Zelanda, describen los logros de Māui, como el uso de su anzuelo mágico para sacar islas del océano Pacífico y atrapar el sol para ralentizarlo. Estos logros se destacan en la letra de la canción de Maui "De nada", escrita por Lin-Manuel Miranda.
Musker admitió que nunca había oído hablar de Māui hasta que se topó con él en la mitología polinesia, pero pensó que eso lo hacía más atractivo porque se dio cuenta de que nadie había hecho nada con él en el cine. Le llamó la atención su potencial como personaje, debido a sus rasgos sobrenaturales y a sus "superpoderes" como cambiaformas y embaucador. Se sintió atraído por los relatos de las hazañas de Māui en la mitología polinesia, señalando que es panpacífico en lugar de pertenecer a una cultura específica. A él y a Clements les aconsejaron que no basaran Maui en una cultura en particular, ya que había diversos mitos que evolucionaban en las distintas islas. Por eso decidieron utilizar partes de diferentes mitos y unirlas en la historia. Clements dijo que, aunque en algunos mitos es un personaje heterosexual, en otros es un embaucador, eligieron la versión traviesa para la película porque parecía un personaje más entretenido.
Clements explicó que en Moana, Maui es un héroe caído al que Moana debe devolver su antigua grandeza, aunque al principio no confía en él. Musker describió los tatuajes de Maui como "una cartelera andante de todas sus hazañas" que le permiten relatar sus hazañas simplemente girando el cuerpo y mostrando la espalda. La figura tatuada de Mini Maui actúa como su conciencia y compinche. Clements explicó que mantiene una relación con Maui y, aunque no habla, le proporciona narraciones y humor.

## Apariciones

### Películas deMoana

#### Moana(2016)
En Moana, Maui es un embaucador legendario que robó la piedra del corazón de la diosa Te Fiti. Posee un anzuelo mágico que le permite transformarse en diferentes animales, pero consigue perderlo. Cuando una joven llamada Moana descubre que su isla se enfrenta a un desastre ecológico, desafía a su padre navegando más allá del arrecife. Encuentra al vanidoso semidiós Maui y lo convence de que la acompañe en su viaje por mar para que puedan recuperar su anzuelo y restaurar el corazón de Te Fiti. Al principio, Moana encuentra a Maui egocéntrico y egoísta, pero con el tiempo desarrollan un vínculo mutuo. Él le enseña a navegar por el océano y la protege de los peligros. Cuando llegan a la isla de Te Fiti, se enfrentan al demonio de la lava Te Ka y en la batalla el anzuelo mágico de Maui se rompe, lo que le hace perder la esperanza. Una vez recuperado su valor, Moana regresa a la isla y restaura con éxito el corazón de Te Fiti, lo que hace que la diosa regrese y traiga vida renovada a las islas circundantes. Como recompensa, devuelve a Maui su anzuelo y sus poderes.

#### Moana 2(2024)
En febrero de 2024, se anunció que una secuela animada, Moana 2, se estrenará en noviembre de 2024. Se estaba desarrollando una serie de televisión hasta que el director ejecutivo Bob Iger se decidió por un largometraje tras quedar impresionado por el metraje. La trama de la película implica un nuevo viaje para Moana y Maui y una tripulación de marineros en el que Moana realiza un viaje a Oceanía. El 8 de febrero de 2024, Deadline informó de que Johnson estaba en conversaciones para retomar su papel como la voz de Maui en la próxima secuela animada.

#### Moana(2026)
En abril de 2023, The Hollywood Reporter informó de que Walt Disney Pictures estaba desarrollando una adaptación de acción real de Moana, en la que Dwayne Johnson repetiría su papel de Maui junto con un nuevo reparto. En el anuncio, Johnson comentó que se sentía "profundamente honrado y lleno de gratitud" por desarrollar una Moana de acción real y que se inspiró en su abuelo, Peter Maivia. La película se iba a estrenar originalmente en junio de 2025, pero se retrasó 13 meses, con una fecha de estreno prevista para el 10 de julio de 2026.

### Once Upon a Studio(2023)
Maui aparece junto a otros personajes de Walt Disney Animation Studios en el cortometraje de 2023 Once Upon a Studio, en el que Dwayne Johnson repite su papel.

### Videojuegos

#### Disney Dreamlight Valley
Maui es uno de los varios personajes que se pueden desbloquear en el juego de simulación de vida Disney Dreamlight Valley.

### Parques temáticos
En junio de 2017, Maui debutó junto a Moana en un espectáculo escénico en Disneylandia de Shanghái. En 2020, Maui hizo apariciones como uno de los personajes del desfile Disney Le ("Magic Happens") en Disneyland Resort.

## Mercancía
En junio de 2023, Maui fue revelado como uno de los personajes del juego de cartas coleccionables Disney Lorcana. Ha aparecido en forma de juguetes y muñecos, incluso como figura de Lego como parte de los sets de lego de Disney Moana llamados "Aventura en la isla de Moana" ("Moana's Island Adventure") y "El viaje de Moana por el océano" ("Moana's Ocean Voyage").

## Recepción

### Polémica
The Guardian informó de que la representación de Maui por parte de Disney fue recibida con críticas en las islas del Pacífico por representar un estereotipo negativo del semidiós como personaje obeso y un estereotipo malsano de los hombres polinesios. La política neozelandesa Jenny Salesa compartió una imagen en Facebook que describía al Maui de Disney como "mitad cerdo, mitad hipopótamo" y lo consideró un estereotipo negativo inaceptable de Maui. Eliota Fuimaono-Sapolu, jugador de rugby samoano, se hizo eco de esta opinión al escribir que Maui parecía "haber pescado las islas, haberlas frito y habérselas comido" The Washington Post informó de que la película había sido criticada por varios polinesios prominentes, en gran parte por no retratar a Maui como un personaje serio y poderoso y una figura cultural significativa, mientras que en su lugar optó por representarlo como un frívolo personaje de alivio cómico. Disney recibió nuevas críticas en septiembre de 2016 por un disfraz de Maui consistente en una media corporal tatuada, que fue retirado de la tienda Disney tras las acusaciones de brownface. En una crítica de la BBC, Arieta Tegeilolo Talanoa Tora Rika comentó que para muchos pueblos del Pacífico, Māui es "un héroe, antepasado, semidiós y guía espiritual" y consideró que era una falta de respeto hacer dinero con un aspecto tan significativo de la cultura polinesia. La productora Osnat Shurer respondió diciendo que el equipo de producción había pasado cinco años trabajando con asesores polinesios para crear una bella representación y que la película se había producido "con amor y respeto". Explicó que, mientras investigaban sobre Māui, se dieron cuenta de que las distintas islas tenían ideas diferentes sobre él, pero que en todas las versiones era más grande que la vida, por lo que los animadores se aseguraron de que fuera grande y fuerte.

### Recepción crítica
Justin Chang, de Los Angeles Times, se refirió a Maui como un "bullicioso agente del caos sobrenatural" y opinó que, aunque la oposición a su personaje por ser un estereotipo de hombre polinesio de gran tamaño era válida, no reconocía la comicidad de la interpretación de Johnson. The New Zealand Herald desestimó la reacción contra el personaje y lo describió como "una bola saltarina de diversión". Ben Child, que escribía para The Guardian, opinaba que no era sorprendente que Disney se hubiera alejado de la figura mitológica, ya que sus hazañas parecían inapropiadas para una animación de Disney. En su opinión, el Maui de Disney parecía más poderoso que obeso y tenía un "notable sentido de la destreza y una gracia elástica" a pesar de su gran tamaño.
Eric Kohn, de IndieWire, alabó el "iluminado" reparto de Johnson y el chiste subyacente de que la imagen machista de Maui como héroe invencible se deteriora una vez que Moana se da cuenta de que no puede confiar en él. Christy Lemire, que escribe para RogerEbert.com, alabó el encanto y el carisma de la interpretación de Johnson y comentó que la película también le permitió mostrar sus habilidades en sus momentos dramáticos e íntimos. En su crítica para Empire, Nick de Semlyen opinaba que Johnson cantando "De nada" era "una oda al egoísmo que es al mismo tiempo una tormenta perfecta de delicia". Christopher Orr, escribiendo para The Atlantic, consideraba que la interpretación de Johnson como Maui era "encantadora" e "ingeniosa" y la describía como la parte más alegre de la película. Jake Wilson, de The Sydney Morning Herald, describió a Maui como "el triunfo clave de la película" y lo comparó con un hermano mayor que es más grande pero no más listo. El escritor de Den of Geek David Crow disfrutó de la compenetración entre Cravalho y Johnson. También opinó que Johnson "desprende un carisma que no se veía en los personajes animados de Disney desde los tiempos de Robin Williams y Eddie Murphy".
Por el contrario, Tim Grierson, de Screen International, opinó que la incómoda relación entre Moana y Maui es más cómica que divertida y, a pesar de comentar que la arrogancia de Johnson es divertida, opinó que el enfado de Maui ante la asertividad de Moana crea "rendimientos cómicos de acierto o error". La escritora de ScreenCrush Britt Hayes criticó la película por las incesantes discusiones entre Moana y Maui. Además, describió a Maui como "narcisista" y "un personaje odioso que carece de cualquier atisbo de humildad". Vadim Rizov, en su artículo para la revista Sight and Sound, destacó que el momento en el que Maui desprecia a Moana y declara: "Si tienes un vestido y un compañero animal, eres una princesa" actúa como un guiño autorreflexivo a la pasada "fórmula retrógrada" de Disney.

### Galardones
El Maui de Johnson recibió nominaciones en los Nickelodeon Kids' Choice Awards de 2017, incluyendo Voz Favorita de una Película de Animación y Frenemies Favoritos junto a Auliʻi Cravalho. Johnson fue nominado en la 48.ª edición de los NAACP Image Awards (Association for the Advancement of Colored People; ) de 2017 por Voz de Personaje. También fue nominado por Interpretación de Voz Sobresaliente en los Black Reel Awards de 2017. En los Teen Choice Awards de 2017 ganó en la categoría Choice Actor de Película Fantástica por Moana.

## Lecturas complementarias
- Herman, Doug (2 de diciembre de 2016). «How the Story of "Moana" and Maui Holds Up Against Cultural Truths». Smithsonian Magazine (en inglés). Consultado el 31 de diciembre de 2022.
- Ito, Robert (15 de noviembre de 2016). «How (and Why) Maui Got So Big in 'Moana'». The New York Times (en inglés). Consultado el 31 de diciembre de 2022.